# Тимирово (Туймазинский район)
Тимерово (баш. Тимер) — деревня в Туймазинском районе Башкортостана, входит в состав Гафуровского сельсовета.

## История
Название происходит от личного имени Тимер Первоначально в районе проживало 4 семьи.
В деревне имеется мечеть, ведущая свою историю с 1880 года. В годы СССР в здании располагались зерносклад, птицеферма, клуб. В 2000 году в здании были проведены ремонтно-восстановительные работы.

## Население
| 2002 | 2009 | 2010 |
| ---- | ---- | ---- |
| 115  | ↗125 | ↗132 |

## Экология
- В 2006 году близ деревни произошла авария на нефтепроводе «Нижневартовск — Курган — Куйбышев», в результате которой в реку Бишинды попало около 20 тонн нефти[6].

## Географическое положение
Расстояние до:
- районного центра (Туймазы): 13 км,
- центра сельсовета (Дуслык): 5 км,
- ближайшей ж/д станции (Туймазы): 13 км.